# دون هان (لاعب كرة قاعدة)
دون هان (بالإنجليزية: Don Hahn)‏ هو لاعب كرة قاعدة أمريكي، ولد في 16 نوفمبر 1948 في سان فرانسيسكو في الولايات المتحدة.

## وصلات خارجية
- دون هان على موقع دوري كرة القاعدة الرئيسي (الإنجليزية)
- دون هان على موقعبيزبول رفرنس.كوم (الدوري الرئيسي) (الإنجليزية)
- دون هان على موقعبيزبول رفرنس.كوم (الدوري الثانوي) (الإنجليزية)
- دون هان على موقع إي إس بي إن.كوم (أم.أل.بي) (الإنجليزية)
- دون هان على موقع مشجعي الرسوم البيانية (الإنجليزية)